# Diseño de cuna a cuna

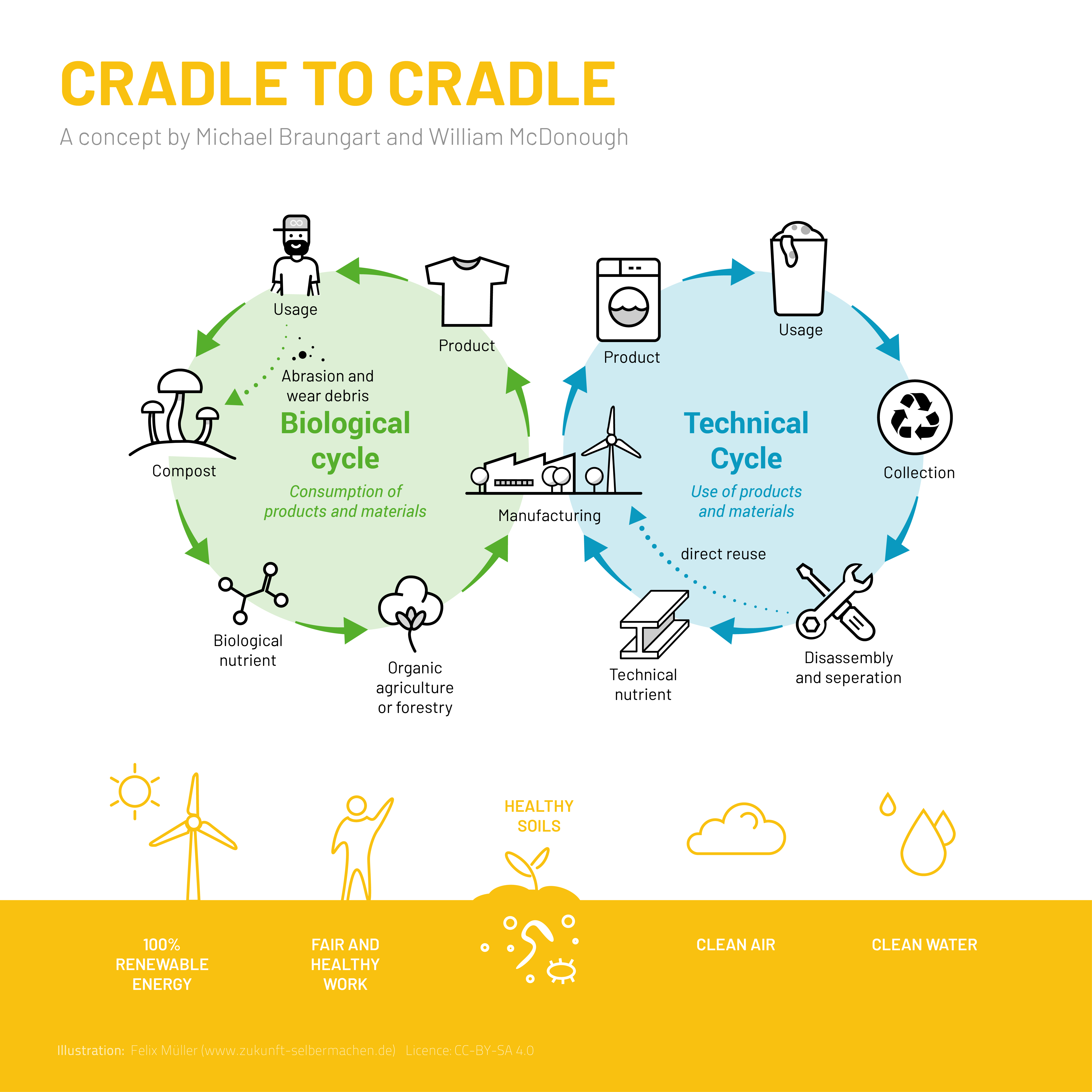
Concepto Cradle to Cradle de M. Braungart y W. McDonough

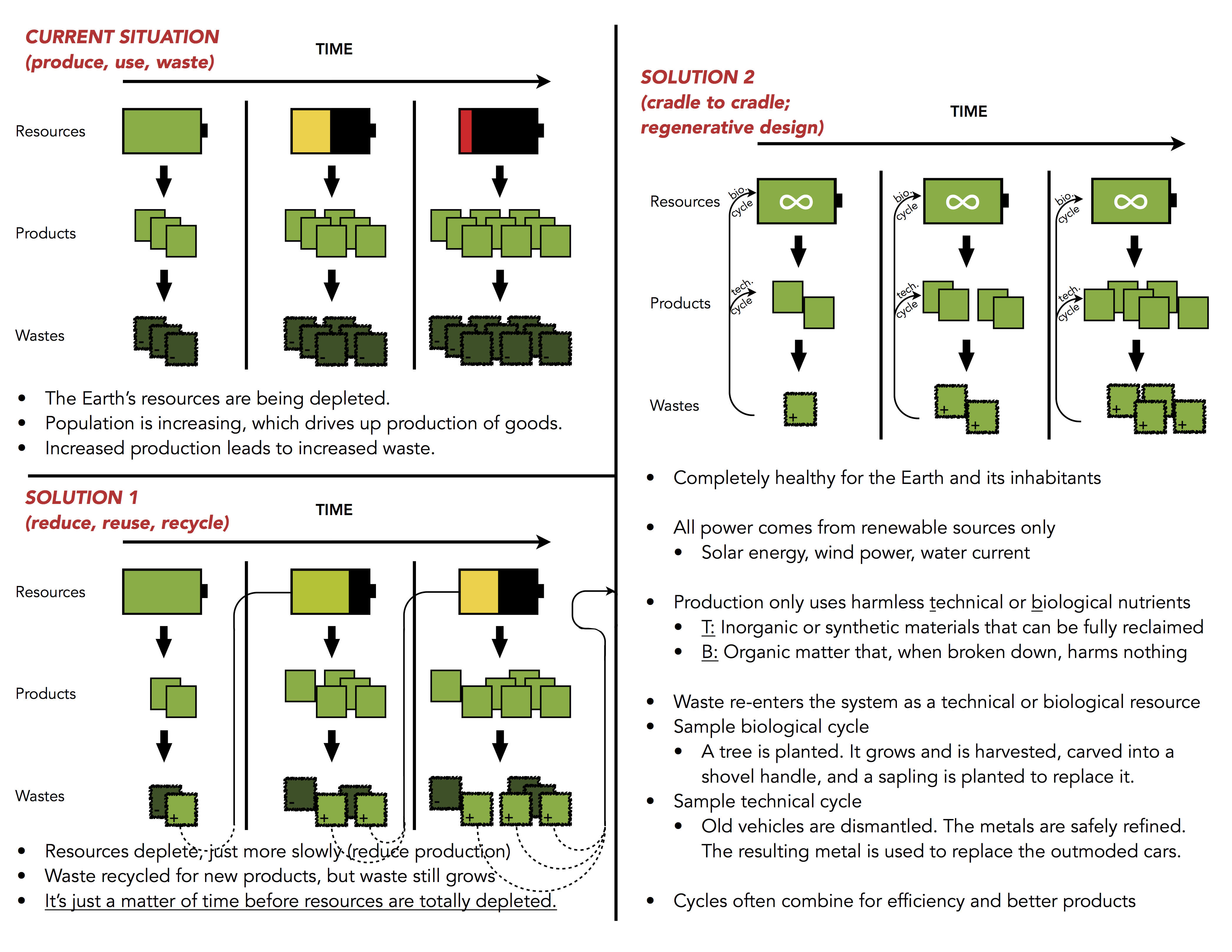
El sistema económico actual, la solución actual (las 3R) y el marco C2C como solución alternativa

El diseño de la cuna a la cuna (del inglés, cradle-to-cradle. También conocido como 2CC2, C2C, cradle 2 cradle o diseño regenerativo ) es un enfoque biomimético para el diseño de productos y sistemas que modela la industria humana basándose en los procesos de la naturaleza, donde los materiales se consideran nutrientes que circulan en Metabolismos sanos y seguros. La frase "cradle to cradle" fue acuñada por Walter R. Stahel en la década de 1970.El término en sí es un juego de palabras con la popular frase corporativa "de la cuna a la tumba", lo que implica que el modelo C2C es sostenible y considerado con la vida y las generaciones futuras, desde el nacimiento o "cuna" de una generación hasta la siguiente, versus desde el nacimiento hasta la muerte, o "tumba", dentro de la misma generación.
C2C sugiere que la industria debe proteger y enriquecer los ecosistemas y el metabolismo biológico de la naturaleza, manteniendo al mismo tiempo un metabolismo técnico productivo y seguro para el uso y la circulación de alta calidad de nutrientes orgánicos y técnicos.Es un marco holístico, económico, industrial y social que busca crear sistemas que no sólo sean eficientes sino también esencialmente libres de desperdicios. Partiendo del enfoque de sistemas completos del diseño regenerativo de John T. Lyle, el modelo en su sentido más amplio no se limita al diseño y la fabricación industriales; se puede aplicar a muchos aspectos de la civilización humana, como los entornos urbanos, los edificios, la economía y los sistemas sociales.
El término "Cradle to Cradle" es una marca registrada de los consultores McDonough Braungart Design Chemistry (MBDC). El programa de productos certificados C2C comenzó como un sistema propietario; sin embargo, en 2012 MBDC entregó la certificación a una organización independiente sin fines de lucro llamada Cradle to Cradle Products Innovation Institute.   El modelo actual se basa en un sistema de "desarrollo del ciclo de vida" iniciado por Michael Braungart y sus colegas de la Agencia de Fomento de la Protección Ambiental (EPEA) en la década de 1990 y explorado a través de la publicación Un marco técnico para la evaluación del ciclo de vida .
En 2002, Braungart y William McDonough publicaron un libro llamado De la cuna a la cuna. Rediseñando la forma en que hacemos las cosas, un manifiesto para el diseño c2c que brinda detalles específicos sobre cómo lograr el modelo. El modelo ha sido implementado por muchas empresas, organizaciones y gobiernos de todo el mundo. El diseño c2c también ha sido objeto de numerosos documentales como Basura=Alimento, del director Rob van Hattum.

## Introducción
En el modelo de la cuna a la cuna, todos los materiales utilizados en procesos industriales o comerciales (como metales, fibras y tintes ) se clasifican en una de dos categorías: nutrientes "técnicos" o "biológicos".
1. Los nutrientes técnicos se limitan estrictamente a materiales sintéticos no tóxicos ni nocivos que no tengan efectos negativos sobre el medio ambiente natural; se pueden utilizar en ciclos continuos como un mismo producto sin perder su integridad ni calidad. De esta manera, estos materiales se pueden utilizar una y otra vez en lugar de infrareciclarlos, para convertirlos en productos de menor calidad y, en última instancia, convertirse en residuos .
2. Los nutrientes biológicos son materiales orgánicos que, una vez utilizados, pueden eliminarse en cualquier entorno natural y descomponerse en el suelo, proporcionando alimento a pequeñas formas de vida sin afectar el entorno natural. Esto depende de la ecología de la región; por ejemplo, el material orgánico de un país o masa continental puede ser perjudicial para la ecología de otro país o masa continental.[4]

### Estructura
Inicialmente definidos por McDonough y Braungart, los cinco criterios de certificación del Cradle to Cradle Products Innovation Institute son:
- Salud material, que implica identificar la composición química de los materiales que componen el producto. Los materiales particularmente peligrosos (por ejemplo, metales pesados, pigmentos, compuestos halógenos, etc.) deben informarse cualquiera que sea la concentración, y otros materiales cuando superen las 100 ppm. Para la madera, se requiere la fuente forestal. El riesgo de cada material se evalúa según criterios y, finalmente, se clasifica en una escala en la que el verde representa los materiales de bajo riesgo, el amarillo los que tienen un riesgo moderado pero cuyo uso es aceptable y el rojo los materiales que tienen un alto riesgo y deben eliminarse progresivamente. y gris para materiales con datos incompletos. El método utiliza el término "riesgo" en el sentido de peligro (en contraposición a consecuencia y probabilidad).
- Reutilización de materiales, que se trata de recuperación y reciclaje al final de la vida útil del producto.
- Evaluación de la energía necesaria para la producción, que para el nivel más alto de certificación debe basarse en al menos un 40% de energía renovable para todas las piezas y subconjuntos.
- Agua, especialmente uso y calidad de vertido.
- Responsabilidad social, que evalúa prácticas laborales justas.

### Salud
Actualmente, muchos seres humanos entran en contacto o consumen, directa o indirectamente, muchos materiales y productos químicos nocivos a diario. Además, también quedan expuestas muchas otras formas de vida vegetal y animal. C2C busca eliminar nutrientes técnicos peligrosos (materiales sintéticos como materiales mutagénicos, metales pesados y otros químicos peligrosos) de los ciclos de vida actuales. Si los materiales con los que entramos en contacto y a los que estamos expuestos diariamente no son tóxicos y no tienen efectos sobre la salud a largo plazo, entonces la salud del sistema en general se puede mantener mejor. Por ejemplo, una fábrica de telas puede eliminar todos los nutrientes técnicos dañinos reconsiderando cuidadosamente qué químicos usan en sus tintes para lograr los colores que necesitan e intentar hacerlo con menos químicos base.

### Ciencias económicas
El modelo C2C muestra un gran potencial para reducir el coste financiero de los sistemas industriales. Por ejemplo, en el rediseño del complejo Ford River Rouge, la plantación de vegetación Sedum (cultivo de piedra) en los techos de las plantas de ensamblaje retiene y limpia el agua de lluvia. También modera la temperatura interna del edificio para ahorrar energía. El techo es parte de un sistema de tratamiento de agua de lluvia de 18 millones de dólares diseñado para limpiar 76 millones de metros cúbicos de agua de lluvia anualmente. Esto ahorró a Ford 30 millones de dólares que de otro modo se habrían gastado en instalaciones de tratamiento mecánico. Siguiendo los principios de diseño C2C, la fabricación de productos puede diseñarse para que cueste menos para el productor y el consumidor.

### Materiales sintéticos existentes
El diseño C2C aborda la cuestión de cómo abordar los innumerables nutrientes técnicos existentes (materiales sintéticos) que no pueden reciclarse ni reintroducirse en el entorno natural. Los materiales que pueden reutilizarse y conservar su calidad pueden utilizarse dentro de los ciclos técnicos de nutrientes, mientras que otros materiales son mucho más difíciles de tratar, como los plásticos en el Océano Pacífico.

## Productos C2C
- Rohner Textile AG Climax-textil [9]
- Biofoam, una alternativa circular integral al poliestireno expandido [10]

### Implementaciones principales
- El Centro Lyle de Estudios Regenerativos incorpora sistemas holísticos y cíclicos en todo el centro.[11] Podría decirse que el diseño regenerativo es la base del C2C de marca registrada.[12]
- El Gobierno de China contribuyó a la construcción de la ciudad de Huangbaiyu basándose en los principios de C2C, utilizando los tejados para la agricultura. Este proyecto es ampliamente criticado por no satisfacer los deseos y limitaciones de la población local. [13]
- Reurbanización del complejo Ford River Rouge, limpieza de agua de lluvia.[14][15]
- El Instituto Holandés de Ecología (NIOO-KNAW) planeó hacer que su complejo de laboratorios y oficinas cumpliera completamente con la normativa C2C,. [16]
- Varias casas privadas y edificios comunales en los Países Bajos.[17][18]
- Fashion Positive, una iniciativa para ayudar al mundo de la moda a implementar el modelo C2C en cinco áreas: salud material, reutilización de materiales, energía renovable, gestión del agua y justicia social.[19] [20]

## Crítica y respuestas
Se han criticado el hecho de que McDonough y Braungart mantuvieran anteriormente la consultoría y la certificación C2C en su círculo íntimo. Los críticos argumentaron que esta falta de competencia impidió que el modelo alcanzara su potencial. Muchos críticos abogaron por una asociación público-privada que supervise el concepto C2C, permitiendo así la competencia y el crecimiento de aplicaciones y servicios prácticos.
McDonough y Braungart respondieron a esta crítica entregando el control del protocolo de certificación a un instituto independiente sin fines de lucro llamado Cradle to Cradle Products Innovation Institute. McDonough dijo que el nuevo instituto "permitirá que nuestro protocolo se convierta en un programa de certificación pública y un estándar global". El nuevo Instituto anunció la creación de una Junta de Normas de Certificación en junio de 2012. La nueva junta, bajo los auspicios del Instituto, supervisará la certificación en el futuro.
El concepto C2C prevé su propia certificación de su análisis  y por lo tanto está en contradicción con los estándares editoriales internacionales (ISO 14040  e ISO 14044) para la evaluación del ciclo de vida, mientras que se necesita una revisión externa independiente para obtener resultados comparativos y resilientes. 